# Simple API for XML
SAX (Simple API for XML) és una forma de processar els documents XML basada en events. Amb SAX s'obté una forma alternativa a l'estàndard Document Object Model (DOM) de llegir les dades contingudes en un document XML.
Originalment es va pensar per Java però es pot trobar en molts altres llenguatges de programació: C, Perl o Python. SAX no està definida en cap estàndard formal sinó que s'ha agafat l'especificació de Java com a normativa de referència.
SAX processa els documents sense haver-los de carregar completament, en contrast amb el que fa DOM que necessita carregar tot el document per poder-hi treballar.
El funcionament és senzill: el parser va llegint el fitxer i va generant events cada vegada que es troba alguna cosa rellevant: Començament o final d'un document, inici o final d'una etiqueta, contingut, etc.
En general un parser SAX:
- Detecta quan comença i acaba un element, el document o un conjunt de caràcters
- Gestiona els espais de noms
- Comprova que els documents estiguin ben formats

## Avantatges
- És ràpid perquè només requereix llegir el document
- No carrega tot el document a memòria, ja que genera els events a mesura que els va llegint
- És senzill

## Inconvenients
- El tractament seqüencial que fa dels documents implica que:
  - No pot tornar enrere.
  - No és eficient llegint dades aleatòriament (perquè ha de llegir tot el document)
- No serveix per crear documents XML

## Exemple
En llenguatge Java s'ha de crear un parser SAX (SAXParser) a partir d'un objecte de fàbrica de parsers(SAXParserFactory). Un cop creat al parser se li proporcionen el fitxer a processar (test.xml) i la classe que rebrà els events (Processar).
```
import
 
java.io.*
;

import
 
javax.xml.parsers.ParserConfigurationException
;

import
 
javax.xml.parsers.SAXParser
;

import
 
javax.xml.parsers.SAXParserFactory
;

import
 
org.xml.sax.SAXException
;

public
 
class
 
Sacseja
 
throws
 
ParserConfigurationException
,
 
SAXException
,
 
IOException
{

 
public
 
static
 
void
 
main
(
String
[]
 
argv
)
 

 
{

 
SAXParserFactory
 
spf
 
=
 
SAXParserFactory
.
newInstance
();

 
SAXParser
 
parser
 
=
 
spf
.
newSAXParser
();

 
parser
.
parse
(
new
 
File
(
"test.xml"
),
 
new
 
Processar
());

 
}

}

```

Després només cal implementar la classe Processar en la que es reescriuran les funcions que facin referència als events que es vulguin tractar. En aquest exemple es volen comptar el nombre d'etiquetes que hi ha i, per tant, es sobreescriuen startElement que es cridarà cada cop que arribi una etiqueta i endDocument per mostrar el resultat final
```
import
 
org.xml.sax.Attributes
;

import
 
org.xml.sax.SAXException
;

import
 
org.xml.sax.helpers.DefaultHandler
;

public
 
class
 
Procesar
 
extends
 
DefaultHandler
 
{

 
int
 
numelements
=
0
;

 
public
 
void
 
endDocument
()
 
throws
 
SAXException
{

 
System
.
out
.
println
(
"Total etiquetes: "
 
+
 
numelements
);
	

 
}
	

 
public
 
void
 
startElement
(
String
 
uri
,
 
String
 
localName
,
 

 
String
 
qName
,
 
Attributes
 
attributes
)
 
{

 
numelements
++
;
	

 
}

}

```

El programa ens imprimirà per pantalla el nombre d'etiquetes que hi ha en el document.